# 卡斯塔
卡斯塔（西班牙語：Casta）是西班牙人在18世紀時在西班牙帝國美洲地區和菲律賓建立的等級體系。
由於其出生，膚色，種族和民族類型的原因而有所不同（以白人血統多寡以及是否接受西班牙文化來判定社會地位）。這種制度不僅僅是社會種族的分類。它對生活的各個方面都有影響，包括經濟和稅收。西班牙殖民地國家和教會都需要從較低的社會種族類別中獲得更多的稅收和服務（白人一般不用交稅和服役）。從西班牙殖民統治時期開始，西班牙實行這制度，許多富人和高級政府官員都是半島人（伊比利亞半島）或克里奧爾人(本土出生的純西班牙人)的背景，而祖先是非洲人或美洲原住民的人，或深膚色，通常與低社會地位和貧困有關。一個人的祖先“更白”，他們可以主張的社會地位越高；相反，較暗的膚色意味著較少的機會。
在西班牙帝國社會地位最低的是黑人，以及黑人和美洲原住民的混血兒。